# Francis De Greef
Francis De Greef (Rumst, 2 de febrero de 1985) es un ciclista belga.
El 28 de diciembre de 2015 anunció su retirada del ciclismo tras once temporadas como profesional y con 30 años de edad.

## Palmarés
2005
- Flecha de las Ardenas

2007
- Vuelta a Lleida, más 1 etapa
- Circuito de Valonia
- Tour d'Anvers

## Resultados en Grandes Vueltas y Campeonatos del Mundo
| Carrera         | Carrera         | 2005 | 2006 | 2007 | 2008 | 2009 | 2010 | 2011 | 2012  | 2013 | 2014 | 2015 |
| --------------- | --------------- | ---- | ---- | ---- | ---- | ---- | ---- | ---- | ----- | ---- | ---- | ---- |
|                 | Giro de Italia  | —    | —    | —    | 40.º | 17.º | 21.º | 24.º | 19.º  | 21.º | —    | —    |
|                 | Tour de Francia | —    | —    | —    | —    | —    | 72.º | —    | 102.º | —    | —    | —    |
|                 | Vuelta a España | —    | —    | —    | —    | 21.º | —    | 29.º | —     | 41.º | —    | —    |
| Mundial en Ruta | Mundial en Ruta | —    | —    | —    | —    | Ab.  | —    | —    | —     | —    | —    | —    |

—: no participa
Ab.: abandono

## Equipos
- Win for Life-Jong Vlaanderen (2005-2007)
  - Bodysol-Win for Life-Jong Vlaanderen (2005-2006)
  - Davitamon-Win for Life-Jong Vlaanderen (2007)
- Lotto (2008-2013)
  - Silence-Lotto (2008-2009)
  - Omega Pharma-Lotto (2010-2011)
  - Lotto Belisol Team (2012)
  - Lotto Belisol (2013)
- Wanty-Groupe Gobert (2014-2015)